# Miss Bala
Miss Bala es una película dramática mexicana de 2011, escrita por Gerardo Naranjo con Mauricio Katz y dirigida por Gerardo Naranjo. La película se estrenó en la sección Un Certain Regard en el Festival de Cine de Cannes 2011. Fue seleccionada como la entrada de México a la Mejor Película Extranjera en edición número 84 de los Premios Oscar, pero no llegó a la lista final.
La película está ambientada en la ciudad fronteriza de Tijuana, aunque en realidad fue rodada en Aguascalientes, que se encuentra exactamente en el centro geográfico de México. De esta forma la mayoría de las locaciones de la película son localizaciones de dicha ciudad, por ejemplo, la Secretaría de Finanzas se convierte en el consulado estadounidense.

## Trama
Desde la primera toma, la historia es contada a través de los ojos inocentes de Laura Guerrero (Stephanie Sigman). Una chica alta y esbelta de una familia pobre de Tijuana, que sueña con participar en un concurso de belleza con su mejor amiga Azusy (Azucena) Sus planes toman un giro desagradable en una discoteca del hampa. Laura está en el baño cuando unos hombres armados se deslizan sobre la pared y empiezan a disparar a los bailarines, dejando un baño de sangre detrás de ellos. Como testigo ocular, es secuestrada por los sicarios. Su aspecto deslumbrante quizá sea lo que le salva la vida, porque en vez de matarla, el inescrutable narcotraficante Lino (Noé Hernández) obliga a "la flaca" a unirse a su banda.
A partir de ese momento, en la película toma lugar una escalada de violencia, tensión, humo y fuego. Los señores de las pandillas parecen controlar a la policía, pero no a los agentes de la DEA estadounidense, que son sus enemigos implacables. Para salvar a su padre y su hermano, Laura accede a llevar fajos de dinero, propiedad de Lino, atados con cinta alrededor de su pequeña cintura. Ella se pasa a través de la policía fronteriza de EE. UU. y se vuela en un avión pequeño para una cita con un estadounidense (James Russo), que envía a su regreso nuevas armas y munición. Pero alguien los ha traicionado, y cuando Laura llega a Baja California, los problemas esperan por ella.

## Reparto
- Stephanie Sigman, como Laura Guerrero.
- Irene Azuela como Jessica Berlanga.
- Miguel Couturier como general Salomón Duarte.
- Gabriel Cabezas como agente de Bell.
- Noé Hernández como Lino Valdez.
- Lakshmi Picazo como Azusy Ramos.
- James Russo como Jimmy.
- José Yenque como Kike Cámara.

## Inspiración
Miss Bala se basa muy vagamente en el caso real de la reina de belleza Laura Zúñiga, quien en 2008 fue detenida en Zapopan junto a siete presuntos narcotraficantes fuertemente armados.
Uno de los personajes de la película, un agente encubierto de la DEA llamado Enrique "Kike" Cámara, es asesinado por el narcotráfico; este personaje es una obvia referencia al agente de la DEA Enrique "Kiki" Camarena, quien de hecho fue asesinado en 1985 mientras trabajaba encubierto en México.

## Recepción

### Respuesta de la crítica
Tras su lanzamiento en el 2011 en el Festival de Cine de Cannes, Miss Bala ha sido aclamada por la crítica. En la página Rotten Tomatoes reporta una aprobación del 90%, sobre la base de 46 comentarios, con una puntuación media de 7,2 / 10, lo que le da a la película un "Certificado de Frescura" en el sistema de clasificación de la página web. En Metacritic, la película recibió una puntuación media de 82, basado en 14 opiniones, lo que indica "reconocimiento universal".